# Skelton Glacier
Skelton Glacier är en glaciär i Antarktis. Den ligger i Östantarktis. Nya Zeeland gör anspråk på området. Skelton Glacier ligger 56 meter över havet.
Terrängen runt Skelton Glacier är varierad. Skelton Glacier ligger nere i en dal. Trakten är obefolkad. Det finns inga samhällen i närheten.